# Атрофический ринит
Атрофический ринит (озена) — хронический ринит, характеризующийся атрофией (истончением) слизистой оболочки носа и находящихся в ней нервных окончаний, что приводит к расширению носовых ходов. Заболевание может носить первичный и вторичный (после травм, операций в носовой полости) характер.

## Первичный атрофический ринит

### Этиология
К основным факторам, способствующим заболеваемости, относятся:
- Наследственные факторы: болезнь проходит в семьях.
- Эндокринный дисбаланс: болезнь обычно начинается в период полового созревания и чаще встречается у женщин.
- Расовые факторы: европеоидная и монголоидная расы.
- Дефицит питательных веществ: нехватка витамина D или железа.
- Инфекция: Klebsiella ozaenae, дифтероиды, P. vulgaris, E. coli и т. д.
- Аутоиммунные: вирусные инфекции

### Клинические проявления
Заболевание характерезуется триадой симптомов:
1 Зеленые корочки со зловонным запахом из носовых ходов.
2 Потеря обоняния.
3 Картина атрофического ринита при риноскопии.
Заболевание чаще наблюдается у женщин и, как правило, появляется в период полового созревания. Однако болезнь может появиться уже в 12-месячном возрасте.

### Варианты лечения
Лечение атрофического ринита может быть консервативным или хирургическим.
Виды консервативного лечения:
- Парентальное (внутривенное) введение антибиотиков (цефалоспорины III и IV поколений, фторхинолоны, карбапенемы) в соответствии с определением чувствительности по результатам бакпосева.
- Орошение слизистой носа с использованием физиологического раствора
- Интраназальное удаления корок с использованием щелочных растворов.
- Введение в полость носа 25 % глюкозы в глицерине могут быть использованы с целью предотвращения колонизации слизистой протеолитическими микроорганизмами.
- Местные антибиотики
- Системное введение стрептомицина
- Пероральное йодистого калия

Виды хирургического вмешательства:
- Операции Юнга.
- Модифицированные операции Юнга.
- Сужение носовой полости, подслизистого с введением тефлоновой пасты, медиальной перемещения боковой стенки носа.
- Перенос проток околоушной железы в гайморовой пазухе или слизистой оболочке носа.